# Estepa del desierto de Gobi oriental
La estepa del desierto de Gobi oriental es una ecorregión de desiertos y matorrales xéricos en Mongolia y el norte de China. Es la más oriental de las ecorregiones que componen el gran desierto de Gobi. Se encuentra entre las praderas más húmedas de Mongolia y Manchuria en el norte, este y sureste, y el semidesierto más seco de la meseta de Alashan al oeste.

## Geografía
La ecorregión se encuentra en una meseta, principalmente entre 1.000 y 1.500 metros de altitud. La ecorregión se extiende hacia el suroeste a lo largo de las montañas Yin, que se elevan entre 1.500 y 2.200 metros de altitud.
No hay grandes ríos en la ecorregión. La mayor parte de la ecorregión se encuentra en cuencas cerradas, con arroyos intermitentes que desembocan en salinas y pequeños estanques.

## Clima
El clima es árido y continental. Los inviernos son intensamente fríos, con temperaturas medias en enero de -20 a -28 °C. Los veranos son de cálidos a calurosos, dependiendo de la altitud. La temperatura media anual oscila entre -2 y -6 °C. Las precipitaciones anuales oscilan entre 100 y 150 mm, caen sobre todo en verano y varían considerablemente de un año a otro.

## Flora
La vegetación predominante es una estepa de arbustos tolerantes a la sequía y pastos bajos. Las leguminosas Caragana bungei y Caragana leucocephala son arbustos característicos. Otros arbustos incluyen la salvia del gorrión gris (Salsola passerina), la artemisa gris (Artemisia xerophytica), Potaninia mongolica y Nitraria sibirica . Los pastos comunes son Stipa gobica, la Stipa glareosa y la Cleistogenes soongorica.  La cebolla silvestre taana (Allium polyrhizum) es el alimento principal que comen muchos animales de manada,  y los mongoles afirman que es esencial para producir las notas propias de la avellana del airag de camello (leche fermentada).

## Fauna
Los grandes mamíferos de la ecorregión incluyen el asno salvaje de Mongolia (Equus hemionus hemionus), el antílope saiga de Mongolia (Saiga tartarica mongolica), la gacela de Yarkand (Gazella subgutturosa) y el turón jaspeado (Vormela peregusna). Varias especies de jerbos (familia Dipodidae) se encuentran en áreas arenosas. Los jerbos son pequeños mamíferos con largas patas traseras y colas, adaptados a excavar y capaces de saltar hasta tres metros. Las especies nativas de jerbo incluyen el jerbo orejudo (Euchoreutus naso), el jerbo pigmeo de Kozlov (Salpingotus kozlovi ), el jerbo de Mongolia (Stylodipus andewsi) y el jerbo de Gobi (Allactaga bullata).
Las aves nativas incluyen el quebrantahuesos (Gypaetus barbatus), buitre negro (Aegypius monachus), avutarda de MacQueen (Chlamydotis macqueenii), perdiz chukar ( Alectoris chukar), ganga de Pallas (Syrrhaptes paradoxus), arrendajo terrestre de Mongolia (Podoces hendersoni), chorlito de arena grande (Charadrius leschenaultii), y el pinzón mongol (Bucanetes mongolicus).

## Uso humano
El vasto desierto está surcado por varias rutas comerciales, algunas de las cuales se utilizan desde hace miles de años. Entre las más importantes están las de Kalgan (en la Gran Muralla) a Ulán Bator (960 km); de Jiuquan (en Gansu) a Hami (670 km); de Hami a Pekín (2000 km); de Hohhot a Hami y Barkul; y de Lanzhou (en Gansu) a Hami.

## Áreas protegidas
El 3,34% de la ecorregión se encuentra en áreas protegidas. Las áreas protegidas incluyen el parque nacional de Gobi Gurvansaikhan, el área protegida Wuliangsuhainiaolei, la reserva natural del zoológico Ergeliin, la reserva natural Ikh Nartiin Chuluu, la reserva natural Zagiin us, el área estrictamente protegida de Gobiin baga, la reserva natural Ongon Tavan bulag, la reserva natural de la montaña Delgerkhangai y la reserva natural Burdene bulag.